# 49702 Koikeda
49702 Koikeda este un asteroid din centura principală de asteroizi.

## Descriere
49702 Koikeda este un asteroid din centura principală de asteroizi. A fost descoperit pe 4 noiembrie 1999 la Yanagida de Akira Tsuchikawa. El prezintă o orbită caracterizată de o semiaxă mare de 2,31 ua, o excentricitate de 0,17 și o înclinație de 7,5° în raport cu ecliptica.